# Корнєв Володимир Маркович
Володимир Маркович Ко́рнєв (нар. 30 жовтня 1935, Смілий — пом. 27 жовтня 2018, Хмельницький) — український скульптор і живописець; член Спілки радянських художників України з 1977 року.

## Біографія
Народився 30 жовтня 1935 року на хуторі Смілому (нині село Сміле Алчевського району Луганської області, Україна). 1962 року закінчив скульптурний факультет Київського художнього інституту (викладачі Макар Вронський, Михайло Лисенко, Іван Макогон, Макс Гельман, Олексій Олійник).
Після здобуття освіти до 1995 року працював у Хмельницьких художньо-виробничих майстернях. Жив у місті Хмельницькому, в будинку на вулиці Гагаріна № 13, квартира 33. Помер у Хмельницькому 27 жовтня 2018 року.

## Творчість
Працював у галузі скульптури і живопису. Для скульптурних композицій, пам'ятників, портретів історичних осіб та сучасників використовував гіпс, бетон, алюміній. Серед робіт:
скульптура
- «Викликаю вогонь на себе» (Буцневе, 1967);
- «Подолянка» (1967);
- «Ф. Зорґе» (1970);
- «Устим Кармалюк» (1971);
- «Микола Островський» (1973);
- «Полудень» (1975);
- «Побратими» (1975);
- «Олександр Довженко» (1976);
- «Ранок» (1977);
- «Дорога» (1977);
- «Травень» (1978);
- «На току» (1979; бетон);
- «Оксана» (1979);
- «А мати чекає» (1990; гіпс тонований);
- «Дружина» (2002).

живопис
- «Оксана» (1980; 2010);
- «Яблука» (1990);
- «Тарас Шевченко» (2010);
- «Тарас Шевченко після заслання» (2010);
- «Україна і перше видання „Кобзаря“ Тараса Шевченка» (2010);
- «9 травня» (2011; полотно, олія).

Брав участь у обласних, всеукраїнських, всесоюзних, міжнародних мистецьких виставках з 1956 року. Персональна виставка відбулася у Хмельницькому у 1993 році.
Окремі роботи митця зберігаються у Хмельницькому краєзнавчому музеї, Національному історико-архітектурному заповіднику «Кам'янці» у місті Кам'янці-Подільському, Державному історико-культурному заповіднику «Меджибожі» у селищі міського типу Меджибожі.